# 3-Formylindol
3-Formylindol ist eine chemische Verbindung aus der Gruppe der Indole. Sie entsteht bei der Vilsmeier-Haack-Formylierung von 1H-Indol.

## Vorkommen
3-Formylindol ist ein Metabolit des mit der Nahrung aufgenommenen L-Tryptophans, der von menschlichen Magen-Darm-Bakterien, insbesondere von Arten der Gattung Lactobacillus, synthetisiert wird.

## Verwendung
3-Formylindol wird zur Herstellung von Arzneistoffen und zur Synthese von Indolen höherer Ordnung einschließlich Isoindolo[2,1-a]indolen, Aplysinopsinen und 4-substituierten Tetrahydrobenz[cd]indolen verwendet.